# Ja’akow Litzman
Ja’akow Litzman (hebr.: יעקב ליצמן, ang.: Yakov Litzman, Yaakov Litzman, ur. 2 września 1948 w Niemczech) – izraelski polityk, w latach 2009–2013 oraz w 2015 wiceminister zdrowia, w latach 2015–2017 minister zdrowia, od 2020 minister mieszkalnictwa i budownictwa, od 1999 poseł do Knesetu z listy koalicji Zjednoczony Judaizm Tory, związany z partią Agudat Israel.
W wyborach parlamentarnych w 1999 po raz pierwszy dostał się do izraelskiego parlamentu. Zasiadał w Knesetach XV, XVI, XVII, XVIII, XIX, XX i XXI kadencji. Dwukrotnie współtworzył frakcję Agudat Israel w Knesecie po rozłamie w Zjednoczonym Judaizmie Tory – w 2005 wraz z Jisra’elem Eichlerem i Me’irem Poruszem oraz w 2019 z Eichlerem i Eli’ezerem Mozesem.
Od 6 kwietnia 2009 do 18 marca 2013 wiceminister zdrowia w drugim rządzie Binjamina Netanjahu. Powrócił na to stanowisko 19 maja 2015 w czwartym rządzie Binjamina Netanjahu, sprawował je do 2 września tegoż roku, kiedy to stanął na czele resortu. Pozostał na stanowisku do 28 listopada 2017.
W kwietniu 2020 r. Ja’akow Litzman stał się tematem doniesień medialnych, gdy wykryto infekcję koronawirusem zarówno u niego i jego żony. Według niektórych mediów miał wcześniej twierdzić, że pandemia COVID-19 jest karą od Boga za homoseksualizm. O ile Litzman faktycznie ma niepochlebną opinię na temat homoseksualizmu, informacja o tym, że miał obarczyć go winą za koronawirusa, okazała się fake newsem.
Od 17 maja 2020 roku zaprzysiężony jako minister budownictwa i mieszkalnictwa.